# Râul Căldările
Râul Căldările este un curs de apă, afluent de dreapta al râului Olt.

## Afluenți
Râul Căldările nu are afluenți semnificativi pentru a fi notabili.